# Neomochtherus annulitarsis
Neomochtherus annulitarsis är en tvåvingeart som först beskrevs av Friedrich Hermann Loew 1858.  Neomochtherus annulitarsis ingår i släktet Neomochtherus och familjen rovflugor. Inga underarter finns listade i Catalogue of Life.